# Самокат (театр)
«Самокат» — саратовский муниципальный театр в жанре иллюзии и фокусов.

## История
Основан в 1987 году, стал первым муниципальным театром в Саратове и первым в Российской Федерации профессиональным театром фокусов.
Изначально работал как драматический театр. Первыми спектаклями поставленными художественным руководителем театра Сергеем Щукиным были: «По щучьему веленью», «Ловушка» (Тома), «Двое на качелях» (Гибсон), «Местные» (Ремез), «Маринкины уроки».
В дальнейшем театр стал работать в жанре иллюзии и фокусов. Более 40 иллюзионных представлений было поставлено на сцене театра, показано около семи тысяч спектаклей для детей, подростков и молодёжи.
Ежегодно в театре показывают около 150 иллюзионных представлений, выпуская за год две и более премьеры. Все спектакли в театре проходят с аншлагами.
Труппа театра неоднократно выступала с гастролями в различных городах Российской Федерации, в муниципальных районах Саратовской области.

## Коллектив театра
Главный режиссёр и художественный руководитель — Сергей Щукин. 
Труппа: Маргарита Емельянова, Анастасия Козловская, Степан Бровкин, Филипп Лужных, Кристина Ханжина.

## Отзывы
- Александр Калягин: «Выдающейся заслугой семьи артистов Щукиных является создание первого в стране репертуарного театра фокусов, который не имеет аналогов в России»[8].
- Эмиль Кио: «…Ваша многогранная и разносторонняя деятельность восхищает блистательными оригинальными постановками, созданием множества спектаклей. Мы гордимся вами» —[8].